# Moosdorf
Moosdorf är en ort och kommun  i Österrike. Den ligger i distriktet Braunau am Inn i förbundslandet Oberösterreich, 250 kilometer väster om huvudstaden Wien. 
Kommunen består av 15 orter (Ortschaften) (inom parentes invånarantal 1 januari 2024):

- Einsperg (87)
- Elling (148)
- Furkern (36)
- Habersdorf (55)
- Hackenbuch (349)
- Haslach (33)
- Jedendorf (88)
- Kimmelsdorf (212)
- Moosdorf (585)
- Moosmühl (24)
- Mühlbach (37)
- Puttenhausen (10)
- Seeleiten (19)
- Stadl (33)
- Weichsee (40)